# Si nu baccalà
Si nu baccalà è un album di Leone Di Lernia. L'album è suddiviso in 11 pezzi.

## Tracce
1. Ti ricordi dello zoo
2. Si nu baccalà
3. Sono Gay
4. Le zooccoline
5. Lo zoo non finirà mai
6. Ue ricchiò fai squich
7. Vaffangul
8. Depravato
9. A Grattosoglio
10. Il re della vergogna
11. Buon Natale Buon Natale